# رون روجرز
رون روجرز (بالإنجليزية: Ron Rogers)‏ هو منتج أسطوانات وملحن أمريكي، ولد في 5 نوفمبر 1952.